# Балдатурку
Балдатурку, Балда-Турку (нган. Балда турку) — озеро на полуострове Таймыр в Таймырском Долгано-Ненецком районе Красноярского края России, входит в состав Таймырского заповедника. По площади зеркала занимает 27-е место среди озёр Красноярского края и 141-е — среди озёр России. Зеркало озера расположено на высоте 134 метра над уровнем моря.

## Географическое положение
Расположено на границе Северо-Сибирской низменности и гор Бырранга, примерно в 300 километрах северо-северо-восточнее села Хатанга.

## История
Ранее на землях вблизи озера Балдатурку располагались кочевья нганасанского рода Окуо. В настоящее время вблизи озера нет каких-либо поселений.

## Топонимика
Название озера Балдатурку происходит от нганасанского мужского имени Балда и нганасанского турку — «озеро».

## Географические характеристики
Озеро имеет неправильную форму, вытянуто с северо-востока на юго-запад. Площадь зеркала озера составляет 83,9 км², длина — 13-14 км, ширина — 10-11 км. Площадь водосбора составляет 340 км², в бассейне озера повсеместно распространена вечная мерзлота, территория покрыта тундровой растительностью. В районе озера часто встречаются мерзлотные формы рельефа. Лимнологически водоём практически не изучен. Ледостав продолжается большую часть года, лёд сходит примерно в середине лета. Озеро проточное, олиготрофное. Вода прозрачная и чистая, минерализация и уровень биогенных элементов низкие, кислородный режим благоприятный. В юго-восточной части озера расположен остров Одинокий, максимальная высота которого составляет 163 метра. Озеро, вероятно, имеет тектоническое происхождение.

### Притоки и сток
В северо-западной части в озеро впадает река Холидье, в юго-западной — река Короткая. Также в Балдатурку впадает множество мелких речек и ручьёв. Озеро сточное, сток осуществляется по реке Боотанкага, исток которой расположен в северо-западной части озера.

## Данные водного реестра
По данным государственного водного реестра России озеро относится к Енисейскому бассейновому округу, водохозяйственный участок — Нижняя Таймыра (вкл. оз. Таймыр) и другие реки бассейна Карского от западной границы бассейна р. Каменная до мыса Прончищева (1). Речной бассейн — Нижняя Таймыра.
Код объекта в государственном водном реестре — 17030000111116100022416.

## Экология
Водоём расположен на территории охранной зоны «Бикада» государственного природного биосферного заповедника «Таймырский».